# Sphaerodactylus cochranae
Espèce
Sphaerodactylus cochranae est une espèce de geckos de la famille des Sphaerodactylidae.

## Répartition
Cette espèce est endémique de République dominicaine.

## Description
Dans sa description Ruibal indique que le spécimen en sa possession mesure 50 mm dont 22 mm pour la queue.

## Étymologie
Cette espèce est nommée en l'honneur de Doris Mable Cochran.

## Publication originale
- Ruibal, 1946 : A new Sphaerodactylus from the Dominican Republic. American Museum Novitates, n. 1308, p. 14 (texte intégral).